# ES File Explorer
ES File Explorer é um gerenciador de arquivos/explorador projetado pela ES Global, uma subsidiária da DO Global, para dispositivos Android. Ele inclui recursos como integração de armazenamento em nuvem, transferência de arquivos do Android para o Windows via FTP ou LAN, e um navegador root.

## História
Por volta de maio de 2016, o ES File Explorer começou a incorporar o DU Charge Booster no aplicativo, sequestrando a tela de bloqueio do usuário. Vários sites de notícias e blogs, como o AndroidPIT, que já recomendaram o aplicativo, incentivaram os usuários a desinstalá-lo. Foi removido depois de muitas críticas e críticas negativas.
O ES File Explorer foi acidentalmente removido da App Store da Fire TV em agosto de 2016.
Um popular blog de software, The Windows Club, postou um tutorial sobre como usar o recurso FTP do ES File Explorer em março de 2019.

### Controvérsia e remoção da Play Store
O ES File Explorer foi removido da Google Play Store em abril de 2019, juntamente com vários outros aplicativos criados pelo DU Group. Foi relatado pelo BuzzFeed News.
Foi alegado que a empresa proprietária do ES File Explorer, DO Global, estava cometendo "clique fraudulento" clicando em anúncios nos aplicativos dos usuários em segundo plano sem permissão. A DO Global respondeu a estas reivindicações com o seguinte:
“Na semana passada, notamos uma série de relatórios sobre nossos aplicativos pela mídia. Nós entendemos totalmente a seriedade das alegações. Como tal, conduzimos imediatamente uma investigação interna sobre este assunto. Lamentamos encontrar irregularidades no uso de anúncios da AdMob em alguns de nossos produtos. Perante isto, compreendemos e aceitamos totalmente a decisão do Google. Além disso, temos cooperado ativamente com eles, fazendo um exame completo de todos os aplicativos envolvidos.
Gostaríamos de agradecer a mídia, nossos parceiros e o público pelo apoio. Seguindo adiante, seguiremos rigorosamente as regulamentações relevantes e continuaremos conduzindo uma revisão abrangente de nossos produtos. Por fim, durante este processo, causamos mal-entendidos e grande preocupação devido a nossa incapacidade de nos comunicarmos em tempo hábil e fornecer informações completas. Oferecemos nossas sinceras desculpas”.
Não está claro se ou quando o ES File Explorer retornará à Google Play Store.

### Conversão emshareware
Embora ES File Explorer tenha sido originalmente um programa freeware, o aplicativo mais tarde foi convertido em shareware. Ele começou a cobrar uma taxa mensal de 9,99€ para usar seus recursos mais avançados, no final de 2019.

## Louvor e crítica
Recebeu elogios de vários sites de notícias e blogs.
Por volta de maio de 2016, o ES File Explorer começou a incorporar o DU Charge Booster no aplicativo, sequestrando a tela de bloqueio do usuário. Vários sites de notícias e blogs, como o AndroidPIT, que já recomendaram o aplicativo, incentivaram os usuários a desinstalá-lo. Foi removido depois de muitas críticas e feedbacks negativos.